# Me Verás Volver 2007
Me Verás Volver fue una serie de conciertos que marcó el regreso de la banda de rock argentina Soda Stereo después de 10 años de su gira de despedida. Visitó América entre octubre y diciembre de 2007.
Debido a la presión de sus fanáticos se tuvieron que extender más fechas de las programadas, finalizando la serie de conciertos el 21 de diciembre de 2007. Al finalizar, la banda logró convocar en total a más de 1 000 000 de personas, promediando más de 50 mil espectadores por concierto.

## Historia
La reunificación de Soda Stereo era el tema obligado en muchas entrevistas con sus integrantes luego de la separación. Tanto que Zeta Bosio declaró una vez:

¡Un día soñé que no me preguntaban más por la vuelta de Soda!

En 2007, al cumplirse 10 años de su separación, la banda decidió reunirse por una vez con el fin de realizar una gran gira continental. El 6 de junio de 2007 se conoció la noticia y el 9 se oficializó: Soda Stereo volvería a los escenarios mediante una única gira americana llamada Me Verás Volver (haciendo un guiño a la frase final «Me verás volver» de la emblemática canción En la ciudad de la furia). La gira comenzaría el día 19 de octubre en el Estadio Monumental de River Plate de la ciudad de Buenos Aires y originalmente contemplaba la realización de 2 recitales en Buenos Aires, seguidos de presentaciones en varios países americanos. Sin embargo desde el momento en que se pusieron en venta las entradas quedó en evidencia que el programa original quedaría completamente desbordado y que se estaba frente a un gigantesco acontecimiento cultural de alcance continental. Inmediatamente se programó una tercera presentación en Buenos Aires.

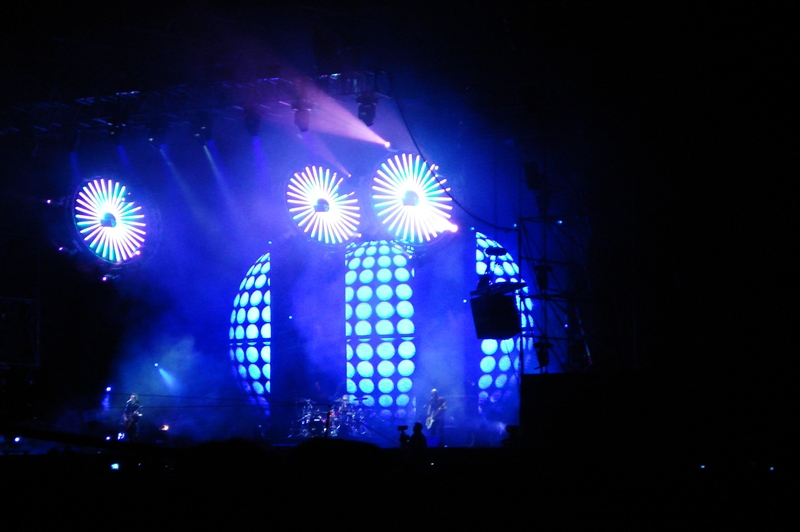
«Me verás volver»: Segundo concierto de Soda en el Estadio Nacional de Santiago, el 24 de octubre de 2007.

Posteriormente se agregaron 2 fechas más en Buenos Aires, y luego se le sumó una fecha de aparente cierre para el 15 de diciembre en la Ciudad de Córdoba, aunque en la presentación de Buenos Aires del 3 de noviembre el grupo anunció el cierre de la gira previsto en esa misma ciudad para el día 21 de diciembre; por lo que finalmente se duplicaron los recitales previstos en River y se ampliaron los programados en otras partes incluyendo nuevas ciudades para programar presentaciones en Chile (2), Ecuador, Colombia, Venezuela y Panamá  (1), México (4), Estados Unidos (3), Perú (2), en un total de 13 ciudades.
A principios de julio Sony/BMG lanzó un nuevo álbum llamado Me verás volver (Hits & +), un CD con 18 reediciones de canciones en estudio los cuales fueron remasterizados en 2007. El disco no contiene canciones nuevas, pero incluye un código para acceder a contenidos exclusivos en su sitio web, entre ellos grabaciones de las canciones ejecutadas en la gira musical. El álbum alcanzó el primer puesto en ventas en Argentina y Chile.
El 20 de septiembre, a exactamente diez años de su último concierto, Soda Stereo realizó su esperada conferencia de prensa en la discoteca Club Museum, instalada en un histórico edificio del barrio de San Telmo diseñado por Gustave Eiffel en el que años antes habían filmado el video «En la ciudad de la furia». La sorpresa fue que al comienzo ofrecieron un mini-recital de dos conocidas canciones, lo que significó su vuelta formal a los escenarios. Las canciones elegidas por el grupo fueron «Sobredosis de TV» y «En la ciudad de la furia», que se disfrutaron en sus versiones originales. Las canciones fueron interpretadas solamente por ellos tres y sus instrumentos. En dicha conferencia aclararon que a partir de 2008 tienen previsto retornar a sus respectivas actividades individuales. A la pregunta de una periodista sobre cual sería el equivalente en 2007 del «gracias totales» con que cerraron el recital de 1997, Cerati contestó:

No tengo idea de qué voy a decir ahora: por ahí sea un «Olas totales», tsunami de por medio.

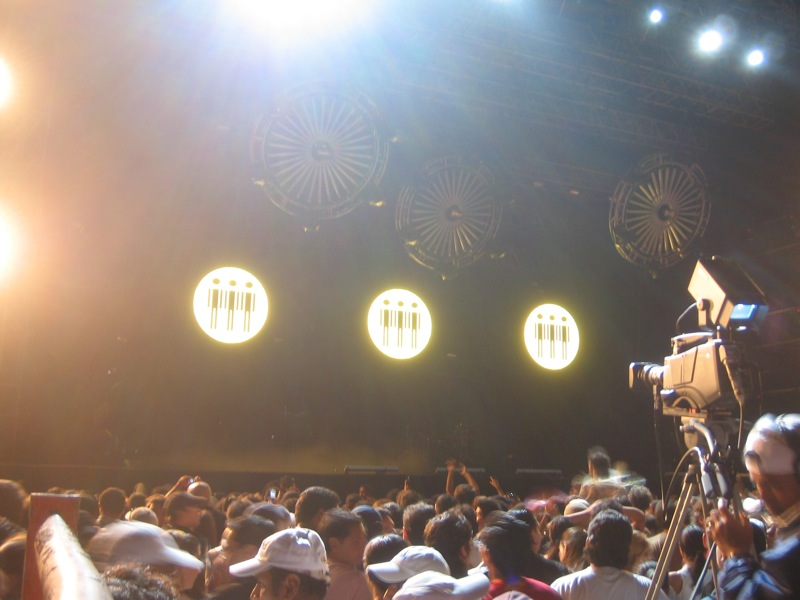
Logo de la Gira Me Verás Volver (2007).

En octubre del año 2007 Sony-BMG lanzó Confort y música para volar en su versión de DVD. La diferencia que tiene dicho DVD con respecto al CD editado en 1996 es que se incluye el unplugged completo.
Frente a la conmoción continental (nombrado como «el temblor») que produjo la vuelta de Soda Stereo, productores de todos los orígenes, incluidos los responsables del Festival de Viña del Mar, comenzaron a contactarlos para contratar nuevos conciertos del grupo. En todos los casos se han encontrado con una frase terminante de Gustavo Cerati:

La unión es una burbuja en el tiempo.

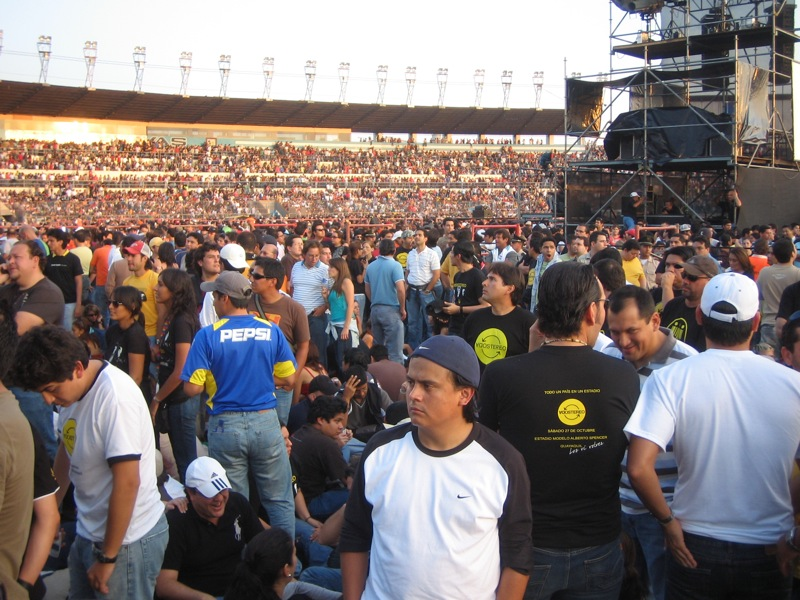
27 de octubre de 2007. Estadio Nacional Alberto Spencer en Guayaquil (Ecuador). El público espera el regreso de Soda Stereo.

Finalmente el 19 de octubre se produjo el esperado retorno de Soda Stereo en el Estadio de River Plate. En la oportunidad un enorme cartel contenía una frase compuesta con títulos de sus canciones:

Cuando pase el temblor en la ciudad de la furia sonará de música ligera y estaremos prófugos detrás de la persiana americana.

La banda se presentó acompañada de uno de los principales «cuartos soda» de su historia, Tweety González (teclados), así como con Leandro Fresco (teclados, percusión y coros) y Leo García (guitarra y voz). El recital duró más de tres horas y tocaron 28 canciones, abriendo con la reproducción de un extracto de «Algún día» (la canción que grabaran 10 años antes para el disco Tributo a Queen: Los grandes del rock en español) mientras se mostraban imágenes de la historia musical de Soda Stereo, hasta la aparición de Gustavo, Zeta y Charly sobre el escenario para comenzar a interpretar «Juego de seducción» y cerrando con «Nada personal» y «Te hacen falta vitaminas», tres de sus canciones más antiguas, una lista que mantuvieron en todos los recitales de la gira.
Luego de tres recitales en Buenos Aires (19, 20 y 21 de octubre) Soda se presentó en Santiago de Chile (24 y 31 de octubre), con una presentación intermedia en Guayaquil (27 de octubre) junto con Daniel Sais en el tema «Prófugos», volviendo a realizar dos conciertos más en Buenos Aires (2 y 3 de noviembre) y luego viajar a México donde actuaron en Monterrey (9 de noviembre), Zapopan (12 de noviembre), el D.F. (15 y 16 de noviembre), Los Ángeles (21 de noviembre), Bogotá (24 de noviembre), Panamá (27 de noviembre), Caracas (29 de noviembre), Miami (4 y 5 de diciembre), Lima (8 y 9 de diciembre) y Córdoba, Argentina (15 de diciembre); en todos los casos con entradas agotadas salvo en Los Ángeles. En total el regreso de Soda Stereo habrá convocado un millón de personas.
Entre los diálogos que Gustavo Cerati mantuvo en nombre de la banda con los seguidores durante los recitales se destacaron los momentos en que aquel agradeció los aplausos con un «gracias» y la gente respondió «totales!», así como cuando cantaba "Un millón de años luz" («no vuelvas sin razón») y dijo:

Nosotros tenemos una gran razón para volver: ¡ustedes!

El 21 de diciembre de 2007 se realizó el último recital en el Estadio de River Plate en la ciudad de Buenos Aires, incluyendo tres temas que no estuvieron en el resto de la gira: «Si no fuera por...», «Terapia de amor intensiva» y «Lo que sangra (La cúpula)». A la banda y los tres músicos invitados que realizaron la gira musical se agregaron Andrea Álvarez («Pícnic en el 4º B» y («Lo que sangra (La cúpula)»), Richard Coleman («Primavera 0» y «No existes»), Fabián «Zorrito Vön» Quintiero («Danza rota», («Persiana americana»,y «Prófugos»), Carlos Alomar («Lo que sangra (La cúpula)» y «Terapia de amor intensiva») y Gillespi («Signos» y «Fue»). Cerati volvió a pronunciar su famosa expresión, «gracias totales», luego de interpretar la canción «De música ligera» y rompió la guitarra al terminar el solo final en «Sueles dejarme solo».
Los críticos han sido coincidentes en destacar el alto nivel de ensayos y el buen ensamble de la banda, así como un ambiente de entendimiento entre los músicos, algo que también destacó Gustavo Cerati desde el escenario, a la vez que se ha despedido con un «hasta dentro de diez años».
En agosto de 2008 el sello Sony BMG lanzó a la venta el DVD de la gira «Me Verás Volver», que contiene los temas interpretados por la banda en los conciertos además de los testimonios de los Gustavo Cerati, Charly Alberti y Zeta Bosio y de los invitados especiales. Además, también se lanzó un CD doble con las mismas canciones, a comercializarse por separado.

## Lista de canciones
La siguiente lista de canciones corresponde al concierto realizado el 31 de octubre de 2007 en Santiago de Chile. No representa todos los conciertos de la gira musical.
1. Introducción: «Algún día»
2. «Juego de seducción»
3. «Tele-Ka»
4. «Imágenes retro»
5. «Texturas»
6. «Hombre al agua»
7. «En la ciudad de la furia»
8. «Pícnic en el 4º B»
9. «Zoom»
10. «Cuando pase el temblor»
11. «Final caja negra»
12. «Trátame suavemente»
13. «Signos»
14. «Sobredosis de TV»
15. «Danza rota»
16. «Persiana americana»
17. «Fue»
18. «En remolinos»
19. «Primavera 0»
20. «No existes»
21. «Sueles dejarme solo»
22. «(En) El séptimo día»
23. «Un millón de años luz»
24. «De música ligera»

Bis:
1. «Disco eterno»
2. «Cae el Sol»
3. «Prófugos»

Bis 2:
1. «Zona de promesas»
2. «Nada personal»
3. «Te Hacen Falta Vitaminas»

## Fechas de la gira
| Fecha                                      | Ciudad           | País           | Lugar                                    |
| Sudamérica                                 | Sudamérica       | Sudamérica     | Sudamérica                               |
| ------------------------------------------ | ---------------- | -------------- | ---------------------------------------- |
| 19 de octubre de 2007                      | Buenos Aires     | Argentina      | Estadio Antonio Vespucio Liberti         |
| 20 de octubre de 2007                      | Buenos Aires     | Argentina      | Estadio Antonio Vespucio Liberti         |
| 21 de octubre de 2007                      | Buenos Aires     | Argentina      | Estadio Antonio Vespucio Liberti         |
| 24 de octubre de 2007                      | Santiago         | Chile          | Estadio Nacional Julio Martinez Pradamos |
| 27 de octubre de 2007                      | Guayaquil        | Ecuador        | Estadio Modelo Alberto Spencer           |
| 31 de octubre de 2007                      | Santiago         | Chile          | Estadio Nacional Julio Martinez Pradamos |
| 2 de noviembre de 2007                     | Buenos Aires     | Argentina      | Estadio Antonio Vespucio Liberti         |
| 3 de noviembre de 2007                     | Buenos Aires     | Argentina      | Estadio Antonio Vespucio Liberti         |
| Norteamérica, América Central y Sudamérica |                  |                |                                          |
| 9 de noviembre de 2007                     | Monterrey        | México         | Estadio Universitario                    |
| 12 de noviembre de 2007                    | Guadalajara      | México         | Estadio Tres de Marzo                    |
| 15 de noviembre de 2007                    | Ciudad de México | México         | Foro Sol                                 |
| 16 de noviembre de 2007                    | Ciudad de México | México         | Foro Sol                                 |
| 21 de noviembre de 2007                    | Los Ángeles      | Estados Unidos | Home Depot Center                        |
| 24 de noviembre de 2007                    | Bogotá           | Colombia       | Parque Metropolitano Simón Bolívar       |
| 27 de noviembre de 2007                    | Ciudad de Panamá | Panamá         | Estadio Nacional Rod                     |
| 29 de noviembre de 2007                    | Caracas          | Venezuela      | Hipódromo La Rinconada                   |
| 4 de diciembre de 2007                     | Miami            | Estados Unidos | American Airlines Arena                  |
| 5 de diciembre de 2007                     | Miami            | Estados Unidos | American Airlines Arena                  |
| Sudamérica                                 |                  |                |                                          |
| 8 de diciembre de 2007                     | Lima             | Perú           | Estadio Nacional                         |
| 9 de diciembre de 2007                     | Lima             | Perú           | Estadio Nacional                         |
| 15 de diciembre de 2007                    | Córdoba          | Argentina      | Estadio Chateau Carreras                 |
| 21 de diciembre de 2007                    | Buenos Aires     | Argentina      | Estadio Antonio Vespucio Liberti         |